# Labios menores
Los labios menores (en latín "labios más pequeños", SG: labium minus), también conocidos como labios internos, labios interiores, labios vaginales o ninfas, son dos pliegues de piel que forman parte de la vulva humana y se extienden hacia fuera desde los orificios vaginal y uretral hasta abarcar el vestíbulo. Los labios menores están situados entre los labios mayores y juntos forman los labios vaginales. Varían mucho en tamaño, color y forma de un individuo a otro.
Los labios menores son homólogos al rafe peneano masculino.

## Estructura y funcionamiento
Los labios menores se extienden desde el clítoris oblicuamente hacia abajo, lateralmente y hacia atrás a ambos lados del vestíbulo vulvar, terminando entre el fondo del vestíbulo vulvar y los labios mayores. Los extremos posteriores (parte inferior) de los labios menores suelen estar unidos a través de la línea media por un reborde de piel, denominado frenillo de los labios menores o fourchette.
En la parte anterior, cada labio se bifurca dividiéndose en dos porciones que rodean el clítoris. La parte superior de cada labio pasa por encima del clítoris para encontrarse con la parte superior del otro labio -que a menudo será un poco más grande o más pequeño- formando un pliegue que sobresale del glande clitoridis (punta o cabeza del clítoris); este pliegue se denomina prepucio del clítoris. La parte inferior pasa por debajo del glande clitoridiano y se une a su superficie inferior, formando, con el labio interno del lado opuesto, el frenillo clitoridiano.
El capuchón del clítoris, análogo al prepucio del pene en el hombre y también denominado, como éste, con la palabra latina prepuce, sirve para cubrir la mayor parte del tiempo el cuerpo y a veces el glande (que es muy sensible al tacto) para proteger el clítoris de la irritación mecánica y de la sequedad. Sin embargo, el capuchón es móvil y puede deslizarse durante la erección del clítoris o tirarse un poco hacia arriba para una mayor exposición del clítoris a la estimulación sexual.
El frenillo es una banda elástica de tejido unida por un extremo al cuerpo del clítoris y al glande y por el otro al prepucio. Permite el desplazamiento del capuchón del clítoris en dos direcciones: por un lado, puede extenderse para permitir que el capuchón se mueva hacia arriba y exponer el glande para su estimulación o limpieza higiénica y, por otro, se contrae para tirar del capuchón hacia atrás y protegerlo.

### Histología
En las superficies opuestas de los labios menores hay numerosas glándulas sebáceas no asociadas a folículos pilosos. Están revestidas por epitelio escamoso estratificado en esas superficies.
Como toda la zona del vestíbulo vulvar, el moco segregado por esas glándulas protege los labios de la sequedad y la irritación mecánica.

### Variación

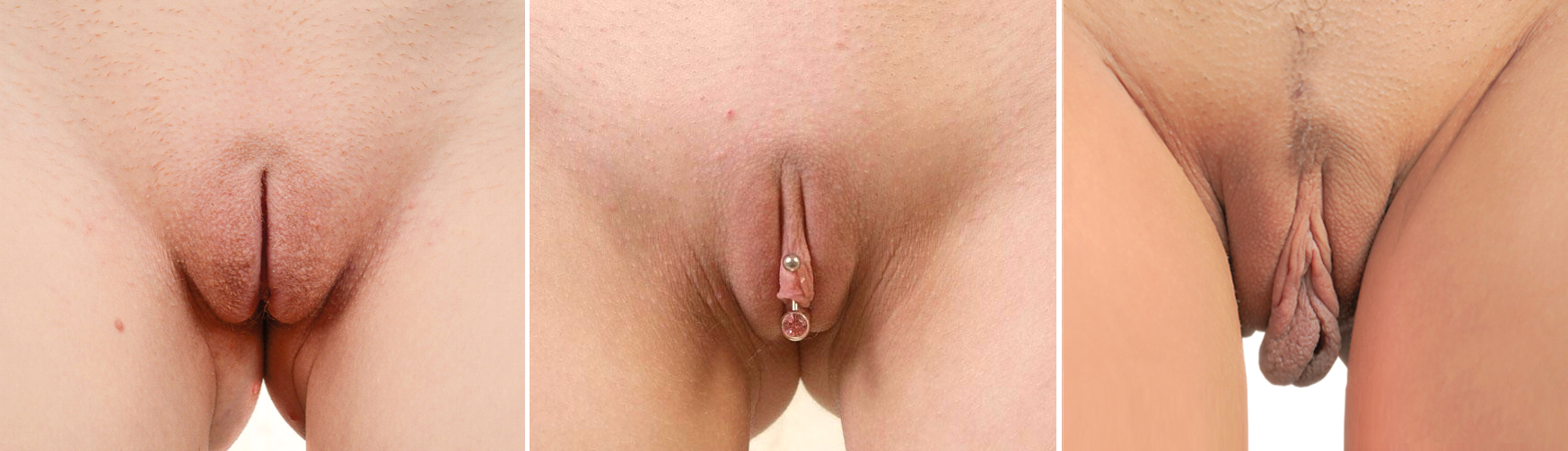
El tamaño, la coloración y la forma de los labios menores varían mucho de una mujer a otra. En algunas mujeres, los labios menores están completamente cubiertos por los labios mayores cuando están de pie, mientras que en otras sobresalen visiblemente de la hendidura púbica.

Al ser más finos que los labios externos, los labios internos también pueden ser más estrechos que los primeros, o más anchos que los labios mayores, por lo que sobresalen en la hendidura pudenda y hacen que el término minora (menor en latín) sea esencialmente inaplicable en estos casos. También pueden ser lisos o estriados, siendo estos últimos más típicos de los labios internos más largos o anchos.
Entre 2003 y 2004, investigadores del Departamento de Ginecología del Hospital Elizabeth Garret Anderson de Londres midieron los labios y otras estructuras genitales de 50 mujeres de entre 18 y 50 años, con una Edad Media de 35,6 años. Desde entonces, el estudio ha sido criticado por su "grupo de muestra pequeño y homogéneo", formado principalmente por mujeres blancas. Los resultados fueron:
| Medición                            | Rango    | Media [DE]  |
| ----------------------------------- | -------- | ----------- |
| Longitud del clítoris (mm)          | 5–35     | 19,1 [8,7]  |
| Ancho del glande del clítoris (mm)  | 3–10     | 5,5 [1,7]   |
| Clítoris a uretra (mm)              | 16–45    | 28,5 [7,1]  |
| Longitud de los labios mayores (cm) | 7,0–12,0 | 9.3 [1.3]   |
| Longitud de los labios menores (mm) | 20-100   | 60,6 [17,2] |
| Ancho de labios menores (mm)        | 5–60     | 21,8 [9,4]  |
| Longitud del perineo (mm)           | 15–55    | 31,3 [8,5]  |
| Longitud vaginal (cm)               | 6,5–12,5 | 9,6 [1,5]   |

| Etapa de tanner (n)                                                 | IV         | 4  |
| Etapa de tanner (n)                                                 | V          | 46 |
| Color de la zona genital en comparación con la piel circundante (n) | Mismo      | 9  |
| Color de la zona genital en comparación con la piel circundante (n) | más oscuro | 41 |
| Rugosidad de los labios (n)                                         | Liso       | 14 |
| Rugosidad de los labios (n)                                         | Moderado   | 34 |
| Rugosidad de los labios (n)                                         | Marcado    | 2  |

Debido a la frecuente representación de la hendidura pudenda sin protrusión en el arte y la pornografía, ha aumentado la popularidad de la labioplastia, cirugía para modificar los labios vaginales, normalmente para hacerlos más pequeños. Por otro lado, existe un movimiento opuesto al estiramiento de los labios vaginales. Sus defensores destacan la belleza de unos labios largos y su papel positivo en la estimulación sexual de ambos miembros de la pareja.
La labioplastia también es solicitada a veces por mujeres que tienen labios menores asimétricos para ajustar la forma de las estructuras hacia un tamaño idéntico.
El estiramiento de los labios mayores se practica tradicionalmente en algunas naciones africanas del Este y del Sur y en el Pacífico Sur.